# Oberleibstadt
Oberleibstadt (toponimo tedesco) è una frazione del comune svizzero di Leibstadt, nel Canton Argovia (distretto di Zurzach).

## Storia
Già comune autonomo istituito nel 1816 per scorporo da quello di Leuggern e dal quale nel 1832 furono scorporate le località di Full e Reuenthal, che costituirono il nuovo comune di Full-Reuenthal, nel 1866 è stato accorpato all'altro comune soppresso di Unterleibstadt per costituire il nuovo comune di Leibstadt.

## Amministrazione
Ogni famiglia originaria del luogo fa parte del cosiddetto comune patriziale e ha la responsabilità della manutenzione di ogni bene ricadente all'interno dei confini del comune.